# Асоціація футболу Донецької області
Донецька обласна асоціація футболу — обласна громадська спортивна організація, заснована 1994 року. Є колективним членом Української асоціації футболу. 

## Турніри
- Чемпіонат Донецької області з футболу
- Кубок Донецької області з футболу
- Суперкубок Донецької області з футболу
- Чемпіонат Донбасу з футболу

## Контакти
Адреса: Україна, Краматорськ, вул. Конрада Гампера 3а